# Lékana
Lékana är ett distrikt i Kongo-Brazzaville. Det ligger i departementet Plateaux, i den centrala delen av landet, 230 km norr om huvudstaden Brazzaville.